# Acanthogonatus peniasco
Acanthogonatus peniasco là một loài nhện trong họ Nemesiidae.
Acanthogonatus peniasco được miêu tả năm 1995 bởi Goloboff.